# Carlos Gomes Júnior

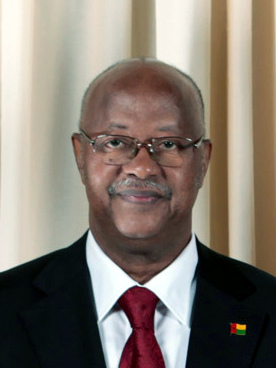
Carlos Gomes Júnior (2009)

Carlos Gomes Júnior, genannt Cadogo (* 19. Dezember 1949 in Bolama) war von 2004 bis 2005 und von 2009 bis 2012 Premierminister von Guinea-Bissau.

## Leben
Von 1963 bis 1967 besuchte er die Oberschule in Portugal, danach ging er auf die Handelsschule in Bissau. Nach der Unabhängigkeit des Landes von Portugal studierte er Finanz- und Bankwesen in Dakar und Québec. Später wurde er Bankier und Geschäftsmann. Er gilt als reichster Mann Guinea-Bissaus.
Neben vielfältigen Positionen im Wirtschaftsleben Guinea-Bissaus ist Gomes Gründer und Präsident des dortigen Rotary Club.

## Politische Laufbahn
Gomes gehört seit der Zeit des Unabhängigkeitskrieges gegen Portugal der Partei Partido Africano da Independência da Guiné e Cabo Verde (PAIGC) an, die das Land bis 1999 regierte. 1996 wurde er Abgeordneter in der Volksversammlung und Parlaments-Vizepräsident. Seit 1998 sitzt er im Politbüro der PAIGC und ist seit Februar 2002 Parteivorsitzender.
Nach dem Wahlsieg seiner Partei im März 2004 wurde er am 9. Mai 2004 Premierminister einer Koalitionsregierung. Die PAIGC alleine erreichte bei den Wahlen 33,88 % der Stimmen.
Am 6. Oktober 2004 wurde der Stabschef der Armee, Veríssimo Correia Seabra, bei einer Meuterei ermordet. Gomes erklärte dazu, es seien ehemalige Angehörige der Friedenstruppe der Vereinten Nationen (UNMIL) gewesen, die zuvor in Liberia stationiert waren und wegen ausstehender Soldzahlungen aufgebracht seien.
Im Oktober 2005 spalteten sich 14 der 45 Parlamentsabgeordneten der PAIGC von der Partei ab. Einen Rücktritt lehnte Gomes ab. Ein weiteres Problem war sein gespanntes Verhältnis zum seit dem 1. Oktober wieder amtierenden Präsidenten João Bernardo Vieira. Gomes hatte sich während der Präsidentschaftswahlen gegen Vieira ausgesprochen und seinen Parteifreund Malam Bacai Sanhá unterstützt. Nach dem ersten Treffen seit der Wahl erklärten sich beide zu einer Cohabitation bereit. Am 29. Oktober 2005 gab Präsident Vieira die Entlassung von Gomes und seiner Regierung bekannt. Aristides Gomes, einer der 14 Parlamentarier, die die PAIGC-Fraktion verlassen haben, wurde am 2. November 2005 zum Nachfolger bestimmt und sofort vereidigt.
Nach den Parlamentswahlen vom 16. November 2008, bei denen die PAIGC eine Zweidrittelmehrheit der Sitze gewinnen konnte, wurde Gomes mit der Regierungsbildung beauftragt und am 2. Januar 2009 als Premierminister vereidigt. Am 10. Februar 2012 trat er vom Amt des Premierministers zurück, um bei den Präsidentschaftswahlen zu kandidieren. Zu seiner kommissarischen Nachfolgerin ernannte er Kommunikationsministerin Adiato Diallo Nandigna. Nachdem Gomes Júnior in der ersten Runde der Präsidentschaftswahlen im März 2012 mit 49 % die absolute Mehrheit knapp verfehlt hatte, wurde die Regierung, noch vor der für 29. April angesetzten zweiten Runde, am 12. April 2012 durch einen Militärputsch gestürzt. Gomes Júnior und Interimspräsident Raimundo Pereira wurden von den Putschisten festgenommen.

## Auszeichnungen
- Ordem de Timor-Leste (Collar 2011)[5]